# Jože Romšek
Jože Romšek, slovenski častnik, policist, pravnik in veteran vojne za Slovenijo, * 9. januar 1954, Srednja vas pri Črmošnjicah.
Med 1. julijem 2005 in 8. januarjem 2009 je bil generalni direktor policije.

## Odlikovanja in priznanja
- red Slovenske vojske z zvezdo (11. maj 1998)
- red Slovenske vojske (16. maj 1993)
- spominski znak ob deseti obletnici vojne za Slovenijo (9. julij 2002)